# Pulswellenlaufzeit
Die Pulswellenlaufzeit (engl. pulse transit time, PTT) ist ein kardiovaskulärer Messwert. Sie beschreibt die Zeit, die eine Pulswelle benötigt, um eine gewisse Strecke im Gefäßsystem zurückzulegen. Durch die Messung der Pulswellenlaufzeit können Rückschlüsse auf wichtige Vitalparameter wie Blutdruck und Elastizität der Gefäße geschlossen werden.
Sie ist bestimmt durch die Pulswellengeschwindigkeit (PWV) und die Distanz (d), über die gemessen wird.

{\displaystyle PTT={\frac {d}{PWV}}}

Hierbei darf die Pulswellengeschwindigkeit nicht mit der Blutflussgeschwindigkeit verwechselt werden, welche deutlich geringer ist.
Die häufigste Ausführungsform ist die Messung der Pulswellenlaufzeit vom Herz bis zu einem Zeigefinger. Der Beginn der Pulswelle, also der Zeitpunkt der Herzkontraktion, wird mittels Elektrokardiogramm (EKG) bestimmt. Hierzu wird häufig das EKG-Maximum, die sogenannte R-Zacke, verwendet. Am Finger wird das Signal photoplethysmographisch mittels Pulsoximeter detektiert.
Studien haben gezeigt, dass zumindest über kurze Zeiträume die Pulswellenlaufzeit zur Blutdruckbestimmung verwendet werden kann. Hierzu ist aber zunächst eine Referenzmessung notwendig.